# Flettner Fl 282
Flettner Fl 282 Kolibri je bil enosedežni helikopter s kontrarotirajočimi sinhropter rotorji. Zasnoval ga Anton Flettner v obdobju 2. svetovne vojne. Velja za prvi serijsko proizvajan helikopter, sicer so zgradili samo 24 primerkov. Kolibri je izboljšana verzija predhodnika Flettner Fl 265. Poganjal ga je 7-valjni 160 KM zvezdasti motor Siemens-Halske Sh 14 (Bramo Sh.14A) z delovno prostornino 7,7 litra. Naročili so 1000 helikopterjev, vendar je bila tovarna uničena zaradi zavezniškega bombardiranja. 

## Specifikacije(Fl 282 V21)
Podatki iz 
Splošne značilnosti
- Posadka: 1
- Dolžina: 6,56 m (21 ft 6 in)
- Višina: 2,2 m (7 ft 3 in)
- Teža praznega letala: 760 kg (1.676 lb)
- Maks. vzletna teža: 1.000 kg (2.205 lb)
- Pogon letala: 1 × Bramo Sh.14A 7-valjni zračnohlajeni zvezdasti motor, 119 kW (160 hp)
- Premer glavnega rotorja: 2× 11,96 m (39 ft 3 in)
- Površina glavnega rotorja: 224,69 m2 (2.418,5 sq ft)

Zmogljivost
- Maks. hitrost: 150 km/h (93 mph; 81 kn) na nivoju morja
- Doseg: 170 km (106 mi; 92 nmi)
- Višina leta: 3.300 m (10.827 ft)
- Višina lebdenja: 300 m (984 ft)
- Hitrost vzpenjanja: 1,52 m/s (299 ft/min)
- Obremenitev rotorja: 8,84 kg/m2 (1,81 lb/sqft)